# Madrepora
Madrepore Linnaeus, 1758, do latim "mãe de poros", é um género de corais  duros, cujas espécies frequentemente formam recifes de coral ou ilhas em regiões tropicais. Os nomes Madrepore e Madreporaria foram inicialmente aplicados a todos os corais duros (corais pétreos) da ordem Scleractinia, descritas pela zoóloga marinha Anne Thynne (1800-1866).

## Espécies
O género Madrepore inclui as seguintes espécies:
- Madrepora arbuscula (Moseley, 1881)
- Madrepora carolina (Pourtalès, 1871)
- Madrepora dichotoma Rehberg, 1891
- Madrepora mexicana Rehberg, 1891
- Madrepora minutiseptum Cairns & Zibrowius, 1997
- Madrepora oculata Linnaeus, 1758
- Madrepora papillosa Rehberg, 1891
- Madrepora pelewensis Rehberg, 1891
- Madrepora philippinensis Rehberg, 1891
- Madrepora porcellana (Moseley, 1881)
- Madrepora repens Rehberg, 1891
- Madrepora rudis Rehberg, 1891
- Madrepora securis Dana, 1846
- Madrepora subtilis Klunzinger, 1879
- Madrepora trochiformis Pallas, 1766 †